# طباعة رباعية الأبعاد

تستخدم الطباعة رباعية الأبعاد (فور دي برينتغ؛ والمعروفة أيضًا بالطباعة الحيوية رباعية الأبعاد، أو الأوريغامي النشط، أو أنظمة تشكيل الأشكال) نفس تقنيات الطباعة ثلاثية الأبعاد من خلال ترسيب المواد المبرمج بالحاسوب في طبقات متتالية لإنشاء كائن ثلاثي الأبعاد. ولكن، تضيف الطباعة رباعية الأبعاد بعدًا للتحول بمرور الوقت. لذا تعد نوعًا من المواد القابلة للبرمجة، فبعد عملية التصنيع، يتفاعل المنتج المطبوع مع عوامل البيئة (الرطوبة ودرجة الحرارة وغيرها) ويغير شكله وفقًا لذلك. تنشأ القدرة على القيام بذلك من التكوينات الشبه لانهائية بدقة الميكرومتر، التي تخلق مواد صلبة ذات توزيعات مكانية جزيئية مهندسة، تسمح بأداء متعدد الوظائف غير مسبوق.

## تقنيات الطباعة

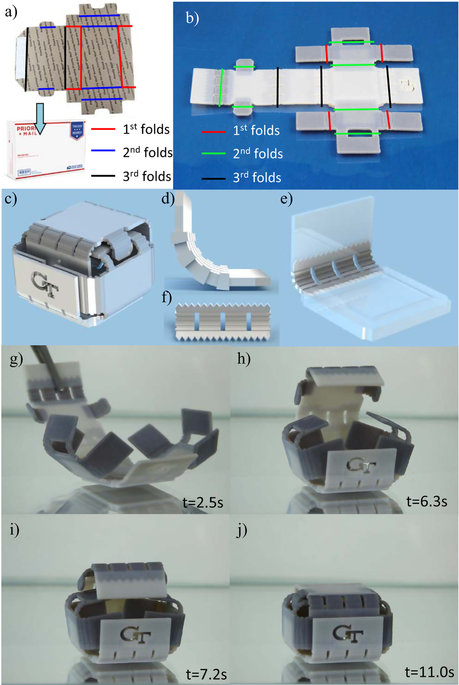
هياكل قابلة للطي ثلاثية الأبعاد تحاكي صندوق بريد USPS

الطباعة المجسمة (ستيريوليثغرافي) هي تقنية طباعة ثلاثية الأبعاد تستخدم البلمرة البصرية لربط الركيزة التي تضع الطبقات على بعضها، لإنشاء شبكة بوليمرية. على عكس النمذجة بالترسيب المنصهر، التي تتصلب فيها المادة المنبثقة فوريًا لتشكيل الطبقات، تعتمد الطباعة رباعية الأبعاد أساسًا على الطباعة المجسمة، فتستخدم الأشعة فوق البنفسجية في معظم الحالات لمعالجة المواد ذات الطبقات بعد اكتمال عملية الطباعة. يعد تنوع العناصر أساسيًا في هندسة اتجاه التحولات وحجمها تحت ظروف معينة، من خلال ترتيب المواد الدقيقة بطريقة توجد بها اتجاهية مدمجة للطباعة النهائية.

### هندسة الألياف
تستخدم معظم أنظمة الطباعة رباعية الأبعاد شبكة من الألياف المتباينة في حجم وخصائص المواد. يمكن تصميم المكونات المطبوعة بتقنية الطباعة رباعية الأبعاد على المستوى الكلي وكذلك على المستوى الدقيق. يتحقق تصميم المستوى الدقيق من خلال عمليات محاكاة جزيئية/ليفية معقدة تقارب خواص المواد المجمعة لكل المواد المستخدمة في العينة. يرتبط حجم وشكل ومعامل ونمط توصيل عناصر بناء المواد هذه ارتباطًا مباشرًا بشكل التشوه تحت التنشيط المحفز.

#### البوليمرات/الهلاميات المائية التفاعلية
سكايلر تيبيتس هو مدير مختبر التجميع الذاتي في معهد ماساتشوستس للتكنولوجيا، وعمل مع مجموعة مواد ستراتاسيس لإنتاج بوليمر مركب يتكون من عناصر شديدة الألفة للماء وعناصر صلبة غير نشطة. سمحت الخصائص الفريدة لهذين العنصرين المتباينين بتضخم يصل إلى 150% في أجزاء معينة من السلسلة المطبوعة في الماء، بينما وضعت العناصر الصلبة قيودًا على البنية والزاوية للسلسلة المحولة. أنتج تيبيتس وآخرون سلسلة يمكنها رسم كلمة «MIT» عند غمرها في الماء، وسلسلة أخرى تتحول إلى مكعب سلكي عند التعرض للظروف نفسها.